# Heinrich Marschner
Heinrich August Marschner (16. srpna 1795, Žitava – 16. prosince 1861, Hannover) byl německý raně romantický hudební skladatel českého původu. Je považován za nejvýznamnějšího německého operního skladatele mezi Weberovou smrtí a nástupem Richarda Wagnera.

## Život
Heinrich Marschner se narodil 16. srpna 1795 v Žitavě jako syn českého řemeslníka. V letech 1804–1813 navštěvoval gymnázium v Žitavě.
Byl výborný zpěvák a již v době studií vystupoval na koncertech v Žitavě a v Budyšíně. Brzy začal i komponovat. Základní hudební vzdělání mu dal C. G. Hering.
V sedmnácti letech odešel do Prahy, seznámil se s Václavem Janem Tomáškem a dirigentem Carlem Mariou von Weberem. V roce 1814 se sice zapsal v Lipsku ke studiu práv, ale rozhodl se, že se bude věnovat výhradně hudbě. Jeho učiteli byli hudební teoretik Johann Philipp Kirnberger a tomášský kantor Johann Gottfried Schicht.
V roce 1817 se stal učitelem hudby hraběte Zichyho v Bratislavě. V té době začal psát své první opery. Výsledkem byla mimo jiné opera Jindřich IV. a D'Aubigné, která měla premiéru v roce 1820 v Drážďanech za řízení Carla Marii von Webera.
26. října 1817 uzavřel své první manželství s Emilií Cerva, která však zemřela v roce 1818. V Bratislavě se 9. ledna 1820 oženil podruhé s klavíristkou Eugenií Franziskou Jaeggiovou.
V roce 1821 přesídlil do Drážďan, kde byl od roku 1824 hudebním ředitelem drážďanské opery. V následujícím roce zemřela i jeho druhá žena a Marschner se v roce 1826 oženil potřetí se sopranistkou Mariannou Wohlbrückovou. V témže roce doprovázel svou ženu na jejím turné do Berlína, Vratislavi a Gdaňsku. V Gdaňsku pak v sezóně 1826/1827 působil jako operní ředitel.
V letech 1827-1830 pobýval v Lipsku, kde byla jeho žena v divadelním angažmá. 29. března 1828 tam měla úspěšnou premiéru jeho opera Der Vampyr. Od 1. dubna 1831 byl dirigentem v Královském dvorním divadle v Hannoveru až do svého odchodu do důchodu dne 16. srpna 1859. V Hannoveru Marschner vytvořil své nejdůležitější dílo, operu Hans Heiling (Jan Svatoš), která měla být klíčovým dílem německé romantické opery. Libreto podle prací Christiana Heinricha Spiesse, Theodora Koernera a bratří Grimmů, kteří zpracovali lidové pověsti o Svatošských skalách (dříve Hans-Heiling-Felsen) na řece Ohři mezi Loktem a Karlovými Vary, napsal zpěvák a herec Philipp Eduard Devrient, rovněž host západočeských lázní. Ústřední melodii z opery také použil Antonín Dvořák ve své symfonii č. 9 "Z Nového světa".
Z Marschnerových deseti dětí jich 8 předčasně zemřelo a roku 1854 zemřela i jeho třetí manželka. Naposledy se oženil s kontraaltistkou Theresou Jandovou.
Marschner zemřel v Hannoveru 16. prosince 1861 a je tam pohřben na hřbitově Neustädter Friedhof. Vdovu po něm si později vzal rakouský skladatel Otto Bach.

## Ocenění
- Dr. phil. h. c. der Universität Leipzig, 1834
- Čestný člen Společnosti přátel hudby Rakouského císařství v Vídni, 1841
- Člen Královské pruské akademie umění, Berlín, 1845
- Čestný člen Vocal Association and Reform Club, Londýn, 1857
- Čestný člen Royal Academy of Music, Londýn, 1859
- Královský generální umělecký ředitel v Hannoveru, 1859

## Dílo

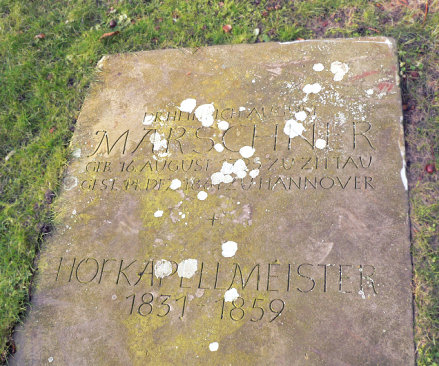
Skladatelův hrob na hřbitově Neustädter Friedhof v Hannoveru

### Opery
- Titus (libreto Friedrich Rochlitz podle Caterino Mazzolà, 1816, neprovedeno)
- Der Kiffhäuser Berg (libreto August von Kotzebue, 1822 Žitava, Stadttheater)
- Heinrich IV. und D'Aubigné (libreto Heinrich Alberti, 1820 Drážďany, Hoftheater)
- Saidar und Zulima oder Liebe und Großmut (libreto August Gottlieb Hornbostel, 1818 Bratislava, Schauspielhaus)
- Das stille Volk (libreto August Gottlieb Hornbostel, 1818)
- Lucretia (libreto Joseph August Eckschlager, 1827 Gdaňsk, Stadttheater)
- Der Holzdieb (libreto Friedrich Kind, 1825 Drážďany, Hoftheater)
- Der Vampyr (libreto Wilhelm August Wohlbrück, 1828 Lipsko, Stadttheater)
- Der Templer und die Jüdin (libreto Wilhelm August Wohlbrück, 1829 Lipsko, Stadttheater)
- Des Falkners Braut/La sposa promessa del falconiére (libreto Wilhelm August Wohlbrück, 1832 Lipsko, Stadttheater)
- Hans Heiling (libreto Eduard Devrient, 1833 Berlin, Königliches Opernhaus)
- Ali Baba ?
- Der Wiener in Berlin ?
- Fridthjof's Saga ?
- Das Schloß am Ätna (libreto Ernst August Friedrich Klingemann, 1836 Lipsko, Stadttheater)
- Der Bäbu (Wilhelm August Wohlbrück, 1838 Hannover, Hoftheater)
- Adolph von Nassau (libreto Heribert Rau, 1845 Drážďany, Königlich-Sächsisches Hoftheater)
- Austin (libreto Mariane Marschner, 1852, Hannover, Hoftheater)
- Sangskönig Hiarne und das Tyrfingschwert (libreto Wilhelm Grothe/Nuitter, 1863, Frankfurt, Nationaltheater)

### Scénická hudba
- Prinz Friedrich von Homburg (Heinrich von Kleist, 1821)
- Schön Ella (1822)
- Der Goldschmied von Ulm (1856)
- Die Hermannsschlacht (Heinrich von Kleist)